# Campeonato Sul-Americano de Ginástica Artística de 2022
O Campeonato Sul-Americano de Ginástica Artística de 2022 foi realizado em Lima, Peru, de 17 a 21 de agosto de 2022. A competição foi aprovada pela Federação Internacional de Ginástica.

## Medalhistas
| Evento              | Ouro | Prata | Bronze                                                                                                  |
| ------------------- | --- | --- | --- |
| Masculino           | | | |
| Equipes             | Brasil · Yuri Guimarães · Patrick Sampaio · Murilo Pontedura · Leonardo de Souza · Bernardo Actos · Diogo Paes | Argentina · Santiago Mayol · Daniel Villafañe · Luca Alfieri · Julian Jato · Ivo Chiapponni · Santiago Agostinelli | Peru · Edward González · Arian León · Daniel Agüero · Luis Pizarro · Edward Alarcón · Mauricio Gallegos |
| Individual geral    | Santiago Mayol (ARG)                                                                                           | Yuri Guimarães (BRA)                                                                                               | Jossimar Calvo (COL)                                                                                    |
| Solo                | Yuri Guimarães (BRA)                                                                                           | Bernardo Actos (BRA)                                                                                               | Ignacio Varas (CHI)                                                                                     |
| Cavalo com alças    | Santiago Mayol (ARG)                                                                                           | Leonardo de Souza (BRA)                                                                                            | Lucas Alfieri (ARG)                                                                                     |
| Argolas             | Daniel Villafañe (ARG)                                                                                         | Patrick Sampaio (BRA)                                                                                              | Joel Alvarez (CHI)                                                                                      |
| Salto               | Yuri Guimarães (BRA)                                                                                           | Ignacio Varas (CHI)                                                                                                | Daniel Agüero (PER)                                                                                     |
| Barras paralelas    | Jossimar Calvo (COL)                                                                                           | Javier Sandoval (COL)                                                                                              | Julian Jato (ARG)                                                                                       |
| Barra fixa          | Jossimar Calvo (COL)                                                                                           | Javier Sandoval (COL)                                                                                              | Joel Alvarez (CHI)                                                                                      |
| Feminino            | | | |
| Equipes             | Brasil · Luisa Maia · Beatriz Lima · Thais Fidelis · Luiza Trautwein · Rafaela Oliva · Camille Fonseca         | Argentina · Abigail Magistrati · Sira Macias · Felicitas Palmou · Milagros Curti · Leila Martínez · Lucila Estarli | Peru · Ana Mendez · Ana Rengifo · Chris Centeno · Fabiana Cuneo · Annia Teran · Maria Zuñiga            |
| Individual geral    | Luisa Maia (BRA)                                                                                               | Beatriz Lima (BRA)                                                                                                 | Ana Mendez (PER)                                                                                        |
| Salto               | Lucila Estarli (ARG)                                                                                           | Beatriz Lima (BRA)                                                                                                 | Diana Vásquez (BOL)                                                                                     |
| Barras assimétricas | Thais Fidelis (BRA)                                                                                            | Sira Macias (ARG)                                                                                                  | Ana Mendez (PER)                                                                                        |
| Trave               | Abigail Magistrati (ARG)                                                                                       | Ana Mendez (PER)                                                                                                   | Antonia Marihuan (CHI)                                                                                  |
| Solo                | Milagros Curti (ARG)                                                                                           | Abigail Magistrati (ARG)                                                                                           | Rafaela Oliva (BRA)                                                                                     |

## Nações participantes
- Argentina
- Aruba
- Bolívia
- Brasil
- Chile
- Colômbia
- Equador
- Peru
- Uruguai

## Quadro de medalhas
*   país anfitrião (Colômbia)
| Pos.               | País               | Ouro | Prata | Bronze | Total |
| ------------------ | ------------------ | ---- | ----- | ------ | ----- |
| 1                  | Brasil             | 6    | 6     | 1      | 13    |
| 2                  | Argentina          | 6    | 4     | 2      | 12    |
| 3                  | Colômbia           | 2    | 2     | 1      | 5     |
| 4                  | Peru               | 0    | 1     | 5      | 6     |
| 5                  | Chile              | 0    | 1     | 4      | 5     |
| 6                  | Bolívia            | 0    | 0     | 1      | 1     |
| Total (6 entradas) | Total (6 entradas) | 14   | 14    | 14     | 42    |